# Tom Jennings

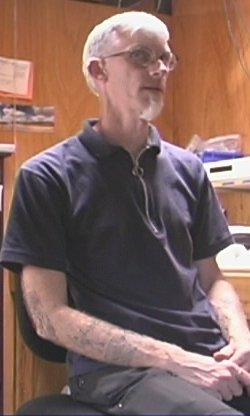
Tom Jennings (2002)

Tom Jennings (* 1955 als Thomas Daniel Jennings in Boston, Massachusetts) ist ein in Los Angeles ansässiger amerikanischer Informatiker. Er ist der Gründer von FidoNet, dem ersten Nachrichten- und Filetransfer-System für BBSes. Anfangs waren die FidoNet Protokolle in einem Programm namens Fido implementiert gewesen, geschrieben von Jennings, aber sie wurden schließlich von anderen Autoren in andere Software implementiert, um ein Netzwerk zu schaffen, das durch multiple OS-Plattformen verwendet werden kann.
Abgesehen von der Erschaffung des einflussreichsten Protokolls für netzwerkende Computer BBSes, schuf Jennings die erste Internetpräsenz für das Wired-Magazin, schrieb außerdem das portierbare BIOS, welches dann zum Phoenix Technologies BIOS führte, und betrieb einen frühen regionalen Internet Service Provider, namens The Little Garden (später firmierend als TLGnet, Inc), und betreut ein informatives Archiv über Wissenschaft und Technologie des Kalten Krieges.
Jennings lebt derzeit in Los Angeles, Kalifornien, mit seinem Partner Josh Stehlik. Er ist Fakultätsangehöriger beim Calarts Art+Technology Programm, and arbeitet auch als Techniker beim Arts Computation Engineering Graduierungsprogramm der University of California, Irvine.